# Język kaska
Język kaska – zagrożony wymarciem język z grupy języków północnoatapaskańskich. Jest on używany na Terytoriach Połnocno-Zachodnich, na Jukonie i w Kolumbii Brytyjskiej. Język kaska składa się z ośmiu dialektów, z których każdy ma podobną wymowę. Głównymi przyczynami wymierania języka kaska były kolonizacja terenów, na których występował ten język oraz budowa szkół z internatem dla rdzennej ludności Kanady.